# Crisidia cornuta
Crisidia cornuta is een mosdiertjessoort uit de familie van de Crisiidae. De wetenschappelijke naam van de soort is, als Sertularia cornuta, voor het eerst geldig gepubliceerd in 1758 door Carl Linnaeus.